# ドロップボール

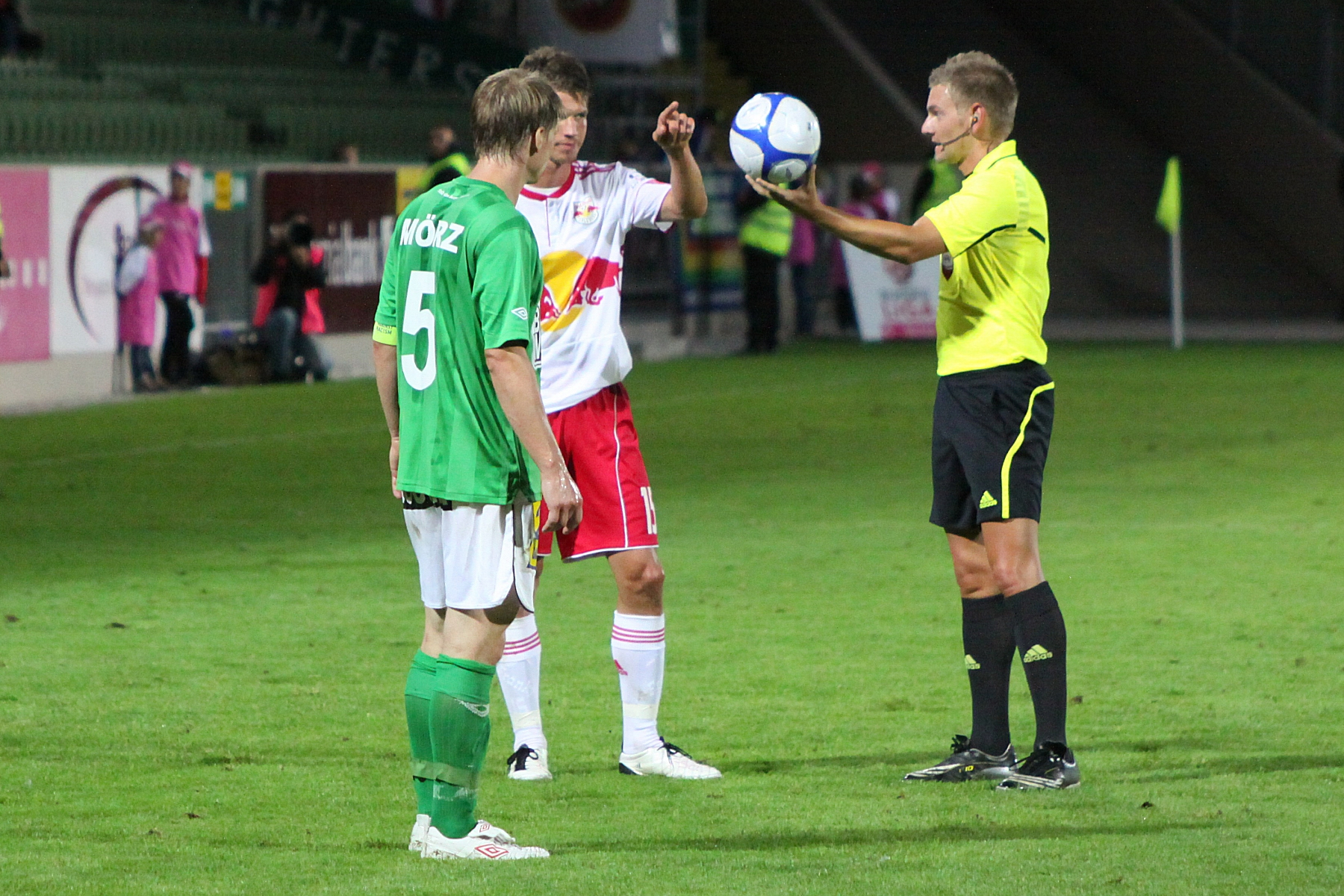
サッカーにおけるドロップボール
（2019/20 サッカー競技規則改正前の画像。現在は複数の選手がドロップボールに参加することは認められない。）

ドロップボール（英: dropped-ball）とは、サッカーにおけるプレーの再開方法のひとつ。主審がボールをグラウンドに落として再開される。

## ルール上の規定
サッカー競技規則では、第8条プレーの開始および再開において、キックオフと並んで規定されている。
ボールインプレーの最中に、競技規則に規定されていない理由で主審がプレーを停止した場合に、ドロップボールが行われる。競技規則に規定されていない理由として、以下の例が挙げられる。
- プレーヤーが重傷を負ったと主審が判断する[2]。
- 観客の笛や物の投げ込み、動物の侵入、照明の故障などの外的要因により、プレーが妨害される[注 1][3]。
- ボールやゴールに欠陥・破損が生じる[4]。
- 審判員にボールが当たって大きなチャンスとなる攻撃が始まったり、ゴールに入ったり、ボールを保持するチームが入れ替わったりする[注 2]。

## 進め方
ドロップボールは、プレーが停止されたときにボールがあった地点で行われる。ただし、ボールがゴールエリア内にあった時点でプレーが停止された場合は、同地点から最も近いゴールラインに平行なゴールエリアのライン上で行われる。
ドロップボールには、ゴールキーパーを含む両チームすべての出場中のプレーヤーが参加できる。逆に主審は、ドロップボールに参加する人数やプレーヤー、またドロップした後のプレーを指定できない。したがって、他の再開方法とは異なり、プレーヤーの位置に関する規定はない。
主審がボールをドロップし最初にグラウンドに触れたとき、プレーは再開となる。グラウンドに触れた後は、どのプレーヤーが先にボールに触れても構わない。
- 2019/20 サッカー競技規則の改正より、ドロップボールは特定の1名の選手にドロップされることとなる。いずれの場合でも、その1名以外の両チームの選手はドロップの位置より4m以上離れなければならない。
  - ペナルティーエリア内の場合、どちらのチームがボールを保持していた場合でも、守備側のゴールキーパーにドロップされる
  - ペナルティーエリア外の場合、最後にボールに触れていたチームの選手に、最後にボールに触れた位置にドロップされる。

### やり直し
以下の場合、ドロップボールはやり直しとなる。
- ボールがグラウンドに触れる前に、いずれかのプレーヤーによって触れられた場合。
- どのプレーヤーもドロップされたボールに触れることなく、ゴールラインまたはタッチラインを割った場合。

### ボールがゴールインした場合
ボールがドロップされた後、1人のプレーヤーのみ触れたボールがゴールに入った場合、以下の方法でプレーを再開する。
- 触れたプレーヤーの相手側のゴールに入った場合 - ゴールキック
- 触れたプレーヤーのチーム側のゴールに入った場合 - コーナーキック

かつては、ドロップした後のボールを直接得点することが認められていた。しかし、ドロップボールに参加したチームが、プレーが停止した時点でボールを保持していた相手チームにボールを返そうとしたところ、誤ってゴールに入ってしまった、というケースや、さらには不本意な得点を打ち消す目的で、守備を放棄し相手に得点を与えるケースがあることから、このような事態を未然に防ぐ目的で、2012年7月から規則が改正され、ドロップした後のボールを直接得点することができなくなった。